# David Orr
David Duvall Orr (ur. 4 października 1944) – amerykański polityk, członek Partii Demokratycznej, od 1990 roku sprawujący urząd nadzorcy wyborczego hrabstwa Cook w Illinois, obejmującego Chicago.
Orr jest najbardziej znany jako były burmistrz Chicago w okresie siedmiu dni (25 listopada – 2 grudnia 1987), pomiędzy nagłą śmiercią burmistrza Harolda Washingtona a wyborem Eugene’a Sawyera.
Poprzednio zasiadał w radzie miejskiej, reprezentując 49 dzielnicę miasta.